# 荒木準也
荒木 準也（あらき じゅんや、1971年 - ）は、山形県寒河江市出身の元アマチュア野球選手（外野手）、野球指導者。

## 来歴・人物
日大山形高校では高校2年生の時に1988年の夏の甲子園に出場した経験がある。高校卒業後に東北福祉大学に進学して硬式野球部に所属し、1993年の全日本大学野球選手権大会では同じ4年の関根裕之、三野勝大投手を擁してチームはベスト4まで進んだ。
大学卒業後は、社会人野球のプリンスホテルに入団し、東京スポニチ大会で新人賞。1995年の「'95ワールド・ベースボール・ウィーク・イン・ジャパン」の全日本メンバーにも選ばれた。1年先輩の宮本慎也や小林幹英、星野智樹らとプレー。
2000年にチームが解散したのを機に、故郷に戻り、家業の鋼材リサイクル会社で勤務していたが、2002年からは母校の日大山形高校の監督を務めており、2013年の夏の甲子園ではチームを県勢初のベスト4に導いた。この時のメンバーのうち奥村展征は父親と社会人時代に同僚であった縁で入学した。また中野拓夢は自身と同じ東北福祉大学へ進学して大学選手権優勝を果たした。